# ZDF-Hitparade
De ZDF-Hitparade was 32 jaar lang een door de Berliner Union-Film geproduceerde muziekuitzending van het ZDF. Het programma werd bekend en enorm populair dankzij de presentatie van Dieter Thomas Heck (1969-1984).

## Concept
De ZDF-Hitparade was vooral bedoeld voor het promoten van de Duitse schlager. Tegen het einde van de jaren 1960 was deze muziektrend zeer in trek bij de toenmalige generatie, net als de beatmuziek. Dankzij de Hitparade werden enkele vernieuwingen voor muziekprogramma's voor de televisie doorgevoerd, met het doel om de schlagermuziek ook in de jaren 1970 verder in populariteit te laten groeien voor de volgende generaties. Onder deze vernieuwingen vielen ook de vormgeving van de studio's, die toentertijd nog sterk georiënteerd waren aan theaters, zoals bij de Deutsche Schlager-Festspiele, met een duidelijke afstand tussen de artiest en het publiek. Bij de Hitparade werd gekozen voor een zeer moderne, functionele vormgeving zonder afscheidingen en andere rekwisieten, die deden denken aan theaters. De toeschouwer-tribunes waren gegroepeerd in een vierkant rondom het podium, zodat het publiek een goede 'feeling' had met de optredende artiest. Het kwam regelmatig voor, dat de artiest zich tussen het publiek begaf tijdens het optreden.
Live zingen was toen de nieuwe regel. De platenlabels leverden de oorspronkelijke muziekbanden, die tijdens de plaatopnamen in de studio waren opgenomen. Tot in de tweede helft van de jaren 1970 zat een voor het publiek zichtbare geluidstechnicus achter een controlepaneel, die voor aanvang van een optreden een geluidsband afspeelde. Na afloop werd het respectievelijke autogram-adres van de artiest geprojecteerd op het tv-scherm. Als bewijs voor het live-zingen bevond zich in het midden van de studio een elektronische klok met de actuele datum.
Het concept van de uitzending bestond eruit om vijf tot acht nieuwe nummers voor te stellen en vijf (later drie en ten slotte één titel) nummers, die in de vorige uitzending de meeste stemmen hadden gehaald. Nadat Roy Black zich in de eerste uitzendingen op de 1e plaats had genesteld (driemaal gekozen), mocht een nummer zich maximaal nog tweemaal plaatsen (vanaf 1985 nog slechts eenmaal). Om de Hitparade steeds actueel te houden, moest deze plaatsmaken voor een andere titel. De uitverkiezing van de nieuw voor te stellen artiesten geschiedde door middel van een onafhankelijke jury, die de titels selecteerde uit nominaties door de muziekindustrie. Vanaf het midden van de jaren 1970 tot 1988 werden de nieuwe introducties bepaald door Media Control aan de hand van verkoopcijfers en tv/radio-optredens.
Na verloop van jaren veranderde het patroon van de uitzending. Het waren niet alleen de Duitse schlagers meer, die de shows bepaalden. Aan het einde van de jaren 1970 werden ook andere genres toegevoegd aan de Duitse amusementsmuziek, waaronder de populaire, opkomende Neue Deutsche Welle. De vertegenwoordigers van deze muziekstijl slaagden erin om de ZDF-Hitparade te bestormen en zelfs de eerste plaatsen te bezetten, hetgeen de shows alleen maar ten goede kwam ten gunste van het publiek. Deze artiesten lieten op hun eigen manier blijvende indrukken achter. Juist op dit moment steeg het aantal prominente bands en artiesten van Duitstalige liederen, die het niet meer nodig achtten om op te treden in de als burgerlijk bekend staande Hitparade, waaronder bands als Ideal en DAF. Daardoor verloor de Hitparade in de jaren 1980 uiteindelijk haar status, die ze in de jaren 1970 had opgebouwd. Ook verloren Duitstalige liederen in deze jaren over de gehele lijn marktaandelen. Aan de hand van deze ontwikkelingen probeerde de opvolger van Dieter Thomas Heck, Viktor Worms, via wijzigingen aan het concept van de uitzending te reageren.

## Stemming
De stemming door het publiek gebeurde in het begin eenvoudig per briefkaart, maar men kwam er spoedig achter, dat dit systeem gemakkelijk te manipuleren was. Daarna was dit niet meer mogelijk, maar moest men per briefkaart een stemkaart aanvragen bij de redactie van de ZDF-Hitparade, waarmee slechts een stem kon worden afgegeven voor een artiest. Vanaf 1982 werd deze afstemming afgeschaft en werd gestart met een nieuw gecomputeriseerd systeem, genaamd TED, dat het mogelijk maakte om de winnaar te bepalen tijdens de lopende uitzending. Tussen 1987 en 1991 werd in de Hitparade volledig geplaybackt en ook Engelstalige titels werden toegelaten. Ook het TED-systeem werd afgeschaft en vervangen door een wedsysteem, waarbij de winnaar, die de top 7 van Media Control juist geraden had, een auto kon winnen (tot midden 1988). Daarna werd tot aan het einde van het tijdperk Viktor Worms nog slechts de top 3 van Media Control getoond. In het nieuwe wedspel 4 aus 8 kon men weer een auto winnen. Met de nieuwe presentator Uwe Hübner werd vanaf 1990 het systeem TED weer ingevoerd.

## Uitzending
Op zaterdagavond 18 januari 1969 om 18:50 uur werd de ZDF-Hitparade voor de eerste maal uitgezonden en na acht edities in 1969 en vanaf 1970 telkens 12 maal per jaar op zaterdagavond gepresenteerd. Tijdens de Internationale Funkausstellung Berlin (1973) wijzigde het ZDF de programmastructuur. De nieuwsuitzending Heute werd verplaatst naar 19:00 uur en de Hitparade en veel andere uitzendingen naar 19:30 uur. In 1978 besloot men om een vernieuwde hervorming door te voeren en verklaarde men de maandag tot de Dag van de Muziek. Zodoende werden muziek-uitzendingen verplaatst van de zaterdag- naar de maandagavond. Vanaf 1984 echter werd het oude systeem weer in ere hersteld.
Door de overname van de uitzending door Viktor Worms vanaf februari 1985, werd deze verplaatst naar de woensdagavond. Tot aan de beëindiging van de uitzending op 16 december 2000 wisselde deze regelmatig  tussen woensdag, donderdag en zaterdag op verschillende tijden en duur. Er werden ook extra edities geproduceerd, waaronder de Hitparade-Spitzenreiter (1975 en 1976), vanaf 1981 Die Superhitparade en vanaf eind 1983 de Hits des Jahres. Na 32 jaar en 368 afleveringen werd de ZDF-Hitparade in december 2000 beëindigd. Op zaterdagavond 16 december 2000 betekende de extra uitzending Hits des Jahres 2000 het definitieve einde.
Op 27 april 2019 vierde ZDF het 50-jarig jubileum van de ZDF Hitparade met een grote zaterdagavond show. Dit programma werd gepresenteerd door Thomas Gottschalk. In deze grote jubileum show traden vele muzikale gasten uit meerdere decennia op. Ter gelegenheid van deze jubileum show verscheen op 26 april 2019 o.a. een 3 cd-box en een 3 lp-box onder de titel 50 Jahre ZDF Hitparade.

## Presentatie

### Dieter Thomas Heck
De eerste presentator was Dieter Thomas Heck, die samen met Truck Branns het programma ontwikkelde. Hij was een hartstochtelijk liefhebber van de Duitse schlager en presenteerde reeds vóóraf aan de ZDF-Hitparade bij de Saarländischer Rundfunk in Saarbrücken Die Deutsche Schlagerparade van de Europawelle Saar, een radioluisteraars-hitparade met uitsluitend Duitstalige nummers. Ook in de ZDF-uitzending zongen meerdere artiesten hun actuele nummers. De toeschouwers konden per briefkaart hun favoriet kiezen, die in de daaropvolgende uitzending weer mocht optreden. Achtereenvolgens mocht de artiest zich tweemaal met zijn lied plaatsen, waarna hij uiteindelijk moest afhaken.
Karakteristiek was de door Heck aan het einde van de uitzending gesproken tekst, waarin hij in een zeer hoog tempo de bij het programma betrokken personen en hun functies voorlas. Na 16 jaar droeg hij de uitzending over aan zijn opvolger. Op 15 december 1984 deed hij zijn laatste maandelijkse presentatie en in januari 1985 presenteerde hij zijn laatste jaarhitparade (Hits der Jahre 84).

### Viktor Worms
In februari 1985 nam Viktor Worms de presentatie van de Hitparade over. Het concept om alleen Duitstalige artiesten toe te laten, werd in 1987 afgeschaft om een nog breder publiek te kunnen bereiken. De enige voorwaarde was dat de titel gerelateerd was aan Duitsland. Dit kon betrekking hebben op de artiest alsook op de productie. Evenzo werd het live zingen in 1987 vervangen door playbacken.

### Uwe Hübner
In 1990 werd Uwe Hübner de nieuwe presentator. De Hitparade werd steeds meer aan de wensen van de schlagerfans aangepast. Het gevolg was, dat het in de late jaren '80 verworven publiek, dat zich meer voor de internationale nummers had geïnteresseerd, weer afviel en de oorspronkelijke doelgroep van schlagerfans weer een platform kregen bij de Duitse televisie. Bovendien werd er vanaf 1992 weer live gezongen. Hübner presenteerde de Hitparade tot de uiteindelijke beëindiging in het jaar 2000.

## Regisseurs
- Truck Branss
- Ewald Burike
- Pit Weyrich (cameraman uit de begintijd van de Hitparade)
- Thomas Rogge (voorheen eveneens cameraman bij de Hitparade)

## Herkenningsmelodie
De eerste herkenningsmelodie werd in 1969 geproduceerd door James Last in opdracht van het ZDF en werd telkens gespeeld tot 15 december 1984, de afscheidsdatum van Dieter Thomas Heck. In 1985 en 1986 werd Connecting Flight van Roland Romanelli gespeeld en vanaf 1987 de originele instrumentale versie van The Final Countdown van de Zweedse rockband Europe. In 1990 werd deze vervangen door een naamloze compositie en productie van Dieter Bohlen.

## Onderscheidingen
- 1971: Goldene Kamera in de categorie Beste uitzending voor jonge mensen
- 1972: Achievement Award van Record World voor de populairste liveshow in Europa
- 1973: De Goldene Europa van de Europawelle Saar (resp. SR 1 Europawelle) (Saarländischer Rundfunk, Saarbrücken)